# 男おいどん
『男おいどん』（おとこおいどん）は、四畳半の下宿である「下宿館」における主人公、大山昇太（おおやま のぼった）をはじめとする若者たちの青春群像を描いた松本零士の漫画。『週刊少年マガジン』（講談社）誌上で1971年5月9日号から1973年8月5日号まで連載された。第三回講談社出版文化賞児童まんが部門受賞。最終シリーズは、未来の地球と宇宙が舞台となり、後の『宇宙戦艦ヤマト』や『銀河鉄道999』、『宇宙海賊キャプテンハーロック』へと繋がってゆく金字塔的な作品である。

## 作品解説
老朽下宿で四畳半の部屋を借りて極貧生活を送る大山昇太を主人公とし、彼を取り巻く人々の生活を描いている。昇太の「上手くいかない、情けない若者の姿」が笑いと共感を呼び、本作は松本にとって初の大ヒット作品となった。
世界各国で出版されている同作者の主力となっているSF作品とは異なり、日本の集合住宅である四畳半部屋の住人を扱った『大四畳半シリーズ』の1作品である。本作は作品に描かれている人々の情や主人公の意気込みを描いた、人情味あふれる描写が特徴である。
また、この作品は、本郷の山越館に下宿していた松本零士本人の回想録であるとみなされる場合も多く、作者の人間観を強く現わしている作品と考えられることもある。松本は、自身のみでなく下宿仲間全員の生活を実体験として描いた作品であるとし、まさに男たるものの極限を体験した時代であったと述懐している。スター・システムを採用しているため、よく似た・もしくはほぼ同一キャラクターが他作品にもしばしば登場する。その結果、貧しいながらも誠実で、大抵は空腹ながらもエネルギッシュな、しばしばボロゆえの乱暴さとバイタリティーをもったキャラクターが各々の作品に登場している。
松本が本郷三丁目の下宿生活中、貧窮で風呂屋に行けなかったためにインキンタムシを患い、薬局のすすめで「マセトローション」という薬を使うと嘘のように完治した事から、「これをみんなに知らせるべきだと。それまではただ『面白い漫画を描こう』とそればかりで、『何のために』が抜けていた」と気付き、本作を執筆するに至った。のちにマセトローションを製造販売する湧永製薬（当時は湧永薬品）の依頼により製品パッケージイラストを担当。昇太とトリさん、女性キャラの横顔が描かれている。
若い読者からの反響が大きく、男性のみならず、病状に悩まされていた女性読者からも手紙が届いた。読者の一人に“森木深雪”という名の女性がおり、宇宙戦艦ヤマトのキャラクター・森雪の名前の元になった。
松本によると「正直こんな漫画が売れるとは思わなかった」という。なかなかヒットに恵まれず、しかし週刊マガジンという大きな舞台で描く事になり、半ば開き直って執筆を開始した。主人公が久留米出身の短足眼鏡であったり、ラーメンライスを好み、インキンタムシに苦しめられ、押し入れのパンツにキノコを自生させるなど、自身の体験談を元に描かれた自叙伝的な漫画であるが、ギャグとペーソスを交えた昇太の姿を執筆するうち「自分もこのような体験をしている」と多くの読者から似たような情けない男の体験談が寄せられ、それが多くのエピソードのヒントになったとインタビューで述べている（デートでオーケストラのコンサートに行った際に眠くなり、隣の彼女にばれない様に片目だけ閉じ、次に席を入れ替わってもう反対側の目を閉じていた等）。
ただ執筆を続けていくうちにどんどん話が広がっていってしまい「話が無限大になってしまった」ことから、「ケジメが付かなくなる」として松本の方から編集部に「連載をやめさせてくれ」と打ち切りを申し出たという。松本によれば自分から連載打ち切りを申し出たのはこの時が初めて。
80年代に一度実写版映画化の話があったが、主演の予定の配役が「郷ひろみ」だったため、原作者の松本が「郷さんに恨みはないが」と前置きした上で、「昇太はいつも郷ひろみのような二枚目を『ちきしょーちきしょー』とくやしがっていたのにそれじゃあ、あまりに昇太が可哀相だ」と納得しなかったため中止となった。しかし、同じく『大四畳半シリーズ』の1作品である『元祖大四畳半大物語』が1980年に実写映画化されている。

## あらすじ
時は1970年代、場所は日本の東京、文京区本郷。
「無芸大食人畜無害」を信条とし、貧しくも概ね正直に浪人生活を送り続けるチビでガニ股・ド近眼・醜男・サルマタ怪人とまで呼ばれる大山昇太の周囲には、なぜか様々な女性があらわれては通り過ぎてゆく。彼の部屋の押し入れにはパンツが山積みとなっており、ろくに洗濯もしないため、雨が降ればサルマタケと称するキノコ（「ヒトヨタケ」を参照されたい）が生えるほどの状況で、あまりの貧困ゆえにサルマタケも食用にされる。珍しく親密になりかけた女性が現れても寂しい結末が待っている。新しいバイトが決まればことごとく失敗し失業を繰り返す。悲惨極まりない日々を過ごす不器用な昇太だが、案外前向きで逞しく、狭い自室を「大四畳半」と形容し、大家の老婆に叱咤され、同居する謎の鳥「トリさん」に愚痴をこぼし、好物のラーメンライスにありついては世話になるラーメン屋の夫婦に励まされ、いつか故郷に錦を飾らんと自身を奮い立たせる。

## 登場人物

### 主要キャラクター
大山昇太（おおやま のぼった）
おいどんという一人称をつかう主人公。東京・文京区弓町にある「下宿館」の2階の西向き四畳半の部屋に住む。はっきりとした年齢は分からないが、物語終盤で「おいどんももう若くない」とされている事から、作中では十代後半～二十代後半くらいまで進行していると考えられる。故郷は九州。中学校を卒業した後に東京に移り、アルバイトをしながら高等学校の定時制の課程の夜間部（夜間高等学校）に通っていたが、勤務先の工場をクビになった際、中途退学してしまう。それでもめげずに学校に戻ろうとしているが、状況は日々の生活を送ることで精一杯のようだ。ストーリーの最後にほぼ必ず「トリよ、おいどんは負けんのど！」と言う。それにたいしてトリさんは「なーにか」と返事をする。トリにしか心情を吐露することが出来ない彼の孤独感を強調しストーリーを締める。
生活に困窮すると馴染みの中華料理店「紅楽園」でアルバイトをさせてもらう事もあるが、決まって丼に親指を入れて配膳してしまうため、店主からも客からも訝しがられている。
下宿館には風呂があるがほとんど入浴せず、自身がインキンであるために水虫の治療薬に詳しく、自他共に認めるインキンの権威であるが、それが生活の足しになったことはない。夏場は蒸れてインキンが悪化するため、下宿内ではランニングシャツとサルマタだけでうろつくことがあり、新しく入った若い女性下宿人には些か不評だが、しばらく住んでいる女性下宿人にはほとんど気にされていない（むしろ同情される）という「人畜無害」ぶりである。作劇の都合上、多くの美女と接点がある。
作中では明言されていないが『ぴーぷる最前線松本零士』（福武書店）でのインタビューによれば漫画家志望とある。また、『ハーロック』などに登場するトチローは、遥か未来の子孫とのこと。なお、「男おいどん」9巻に収録されているエピローグ読み切り「遥かなる前世紀」では子孫として大山降太が登場している。
下宿館のバーサン
下宿館の所有者（家主）であり、管理人でもある。ほうきや包丁を振り回したりと、かなりパワフルな老婆であるが、人情家でもある。死別した夫（風邪をこじらせたらしい）がいる。また、姪である沖野奈美が作品後半に下宿館に入る。大山昇太の家賃の支払いは滞っているようであるが、追い出そうとはしないで、逆に空腹や風邪で倒れた大山に卵酒や食べ物を与えたりもしている。
人の頭ほどという、凄まじい大きさのステーキを焼いたこともある（大山のリクエストによる「タテだかヨコだかわからんビフテキ」）。
紅楽園のオヤジ
妻と中華料理店「紅楽園」を経営している。大山昇太の好物は、この店のメニューにもある「ラーメンライス」。なお、この作品のあと、同名のインスタント食品が複数のメーカーから発売されている。人情家であり、しばしば大山昇太にはアルバイトを提供したりもする。感動したり同情させられた場合には、オゴリと称してラーメンにライスや卵を付けるなどしている。同店の経営状況は「繁盛せず、しかして潰れもせず」だが、近所の労働者（ブルーカラー）層にも人気がある。
トリさん
大山昇太の部屋にいる鳥。松本零士の漫画によく出てくる特徴的な姿をした鳥である。
下宿館の住人だった浅野さんが海外の船乗りから譲り受け、大山昇太に譲られた。オウムや九官鳥のようによくしゃべるが、かなりがらが悪い奇声を発する。飼い主の本音の代弁（本人の独り言の真似）をしたり、雨漏りに濡れた飼い主のパンツを見て「寝小便」と騒ぎ立てることもあった。
飼い主の当初の目論見は「非常食」であり、頻繁に「食うど」と脅される。サルマタケとインキンの薬が大好物と云う悪食で、しばしば飼い主と食べ物の奪い合いをする。
この他にも大山昇太はしばしば「非常食」と称して野良猫を飼うなどしていたが、交通事故で死なせるなどしており、作品を通して飼われ続けたのはこのトリさんだけである。

### ヒロイン
作品には入れ替わり立ち代りヒロインが現れる。大山昇太は必ず新しく登場してきたヒロインを好きになるが必ずふられる。第1話から最終章までこの種のエピソードが大半を占める。ヒロインたちの容姿や性格はどれも似通っており、エピソードの後半になると見分けるのが難しいほどである。おおまかにその特徴をあげると、1.スラリとしたスタイル（作者の好み）2.股下数センチのミニスカート（当時の流行）3.性格はクール（作者の女性観）。以下第1話から順に登場したヒロインたちを紹介する。
なお、これ以外に森木雪子、沖野奈美（下宿館のバーサンの姪）も容姿や性格の似通った下宿人であるが、この二人は出番が少なくおいどんとの関係もないため、ヒロインとは言い難い。
伊藤朝香　
昇太が働いている工場で事務をしている。昇太に好意を持っていたが、故郷へ帰って結婚した。結婚して子供ができてからも、二度ほど下宿館を訪ねてきている。
秋山さん　
昇太が通っている夜間高校の同級生。昇太を膝枕してくれたり旅行に誘ったりしてくれるが、男として全く相手にしていない。
紺野由紀　
昇太の下宿に引っ越してきた女子大生。昇太に彼氏のグチを聞かせておいて、よりが戻った途端引っ越して行った。
浅野さん　
紺野さんに代わって下宿館に越してきた。北海道釧路出身。会社勤め。彼氏あり。トリさんのもとの飼い主。昇太が心を寄せていることを知って、引っ越す時もなにも言わずに出て行った。後に妹が下宿館の別の部屋に入った。
西尾令子　
浅野さんに代わって越してきた下宿人。練馬美大生。彼氏あり。七人兄弟の末っ子で、家の経済事情により大学も辞めて、田舎へ帰った。
黒田美代子　
西尾さんに代わって越してきた下宿人。神田大学の学生で、同級生の彼氏あり。実家は自由が丘の高級住宅街にあり、親に見合いをすすめられて困っている。
中原薫子　
黒田さんの後の下宿人として森木雪子が入っている時期に、一階の部屋に入った下宿人。東京の下町に実家があり、男兄弟が多数いる模様。やがて下宿を出て彼氏のいる京都に引っ越した。なお、中原さんが下宿館に来る以前に、自殺しようとしていた「薫子（のぶこ）」という女性を昇太が助けるエピソードがあった。
川口京子
昇太の斜め向いの部屋（森木雪子の隣）に入っていた川口さんの妹でスケ番の高校生。集団乱闘で車道にころび、車に轢かれて死亡した。
岡田蛍子　
森木さんに代わって越してきた下宿人。薬屋のひとり娘で婚約者がいる。下宿館の近くに新しいアパートが建ったときに、そちらへ引越し、下宿館に住んでいた緒方さんと結婚して養子に迎えた。
清水さん　
岡田さんの紹介で、浅野さんの妹及び、恋人である菊本さんと一緒の時期に下宿館に入った。後に菊本さんを、昇太の夜間高校の同級生である北村さんにとられ、昇太に寄り添って泣いた。
三萩野弘子　
昇太が珍しく旅行に出かけた時に、列車の中で出会って一緒に泊ることとなった女性。子供（赤ちゃん）がいる。青少年精神救済協会というところで、自殺志願者の保護をしているが、売春まがいのことも行っている模様。以前、下宿館のような下宿に住んでいたため懐かしく思って、下宿館まで昇太を訪ねにきた。

### その他のキャラクター
サルマタがたき（パンツがたき）
昇太の隣の下宿に住む浪人生の男。よく窓越しに小競り合い（パンツ、多量のパンツの塊、パンツで包んだ空瓶などの投げ合い）をしている。一時、病気のために故郷へ帰り、部屋の後には女性が入ったが、しばらくしてから同じ部屋に復帰した。
林厚子　　
岡田蛍子と同時期に、下宿館のトイレの前の部屋に入った。大学の古武道研究会の副部長。下宿館に入る女性の下宿人では珍しい不美人だが、さばさばしていて気のいい女性。岡田蛍子と一緒に新しいアパートに移る予定だったが、結局、下宿館に残った。
西田邦子　　
昇太が夜間高校に復学した際の同級生。学生でありながら不動産業を手がける実業家。

## 他の松本作品への登場
- 新竹取物語1000年女王 松本零士の世界

1980年11月11日の火曜日にフジテレビで放送された、『新竹取物語 1000年女王』を紹介・宣伝する特別番組。松本ブームが最高潮だったため、『宇宙戦艦ヤマト』『銀河鉄道999』など多くの松本アニメに登場するキャラクターと実写パートを組み合わせて製作された、凝った形態の作品。大山昇太はメーテルと鉄郎をおろした後の999号に乗り込み、松本の故郷である九州を訪ねに行く。
- 松本零士999 〜Story of Galaxy Express 999〜

プレイステーション用コンピュータゲーム。『銀河鉄道999』をベースとした世界観で展開されるアドベンチャーゲームで、登場シーンは『999』の「明日の星」のエピソードを基にしている。このエピソードでは『元祖大四畳半大物語』の面々が明日の星の住民として登場するのだが、ゲームで登場する「おいどん」は原作およびテレビアニメ版の足立太ではなく本作の大山昇太で、声は龍田直樹が担当している。浅野さんは浅野美和子という名前で登場し、声は金月真美が担当している。　　

## 出版物

### 単行本
- 講談社コミックス 全9巻
- KCスペシャル 全6巻 - 6巻には番外編も収録。
- 講談社漫画文庫（1996年）全6巻 - 解説の担当は1巻から順に、ちばてつや、高井研一郎、水野英子、井上章一、森下年昭、前川清。

### 関連書籍
- いきなり最終回（JICC出版局 1991年） - 最終回が掲載。松本のコメントもあり。